# Gran Premio di superbike di Magny-Cours 2011
Il Gran Premio di superbike di Francia 2011 è la dodicesima prova del mondiale superbike 2011, nello stesso fine settimana si corre l'undicesimo gran premio stagionale del mondiale supersport 2011 e il nono della Superstock 1000 FIM Cup. Ha registrato le vittorie di Carlos Checa in Superbike, in entrambe le gare, di Luca Scassa in Supersport e di Danilo Petrucci in Superstock.
In questa occasione, penultimo weekend di gare prima della fine della stagione, sono stati assegnati i titoli piloti in tutte e tre le categorie, che sono andati rispettivamente a Carlos Checa in Superbike, a Chaz Davies in Supersport e a Davide Giugliano in Superstock, piloti matematicamente non più raggiungibili dagli avversari più vicini in classifica. Per quanto riguarda invece il campionato riservato ai costruttori, la Ducati vince il titolo nella Superbike e nella Superstock, mentre in Supersport il titolo rimane aperto tra Yamaha e Honda.

## Superbike

### Gara 1[1]

#### Arrivati al traguardo
| Pos. | Nº  | Pilota           | Squadra                  | Motocicletta         | Giri | Tempo     | Griglia | Punti |
| ---- | --- | ---------------- | ------------------------ | -------------------- | ---- | --------- | ------- | ----- |
| 1º   | 7   | Carlos Checa     | Althea Racing            | Ducati 1098R         | 23   | 38:16.465 | 3º      | 25    |
| 2º   | 33  | Marco Melandri   | Yamaha World Superbike   | Yamaha YZF R1        | 23   | +2.201    | 8º      | 20    |
| 3º   | 91  | Leon Haslam      | BMW Motorrad Motorsport  | BMW S1000 RR         | 23   | +3.218    | 7º      | 16    |
| 4º   | 2   | Leon Camier      | Aprilia Alitalia Racing  | Aprilia RSV4 Factory | 23   | +3.796    | 4º      | 13    |
| 5º   | 58  | Eugene Laverty   | Yamaha World Superbike   | Yamaha YZF R1        | 23   | +5.602    | 2º      | 11    |
| 6º   | 50  | Sylvain Guintoli | Effenbert-Liberty Racing | Ducati 1098R         | 23   | +9.634    | 5º      | 10    |
| 7º   | 41  | Noriyuki Haga    | PATA Racing Team Aprilia | Aprilia RSV4 Factory | 23   | +9.814    | 9º      | 9     |
| 8º   | 17  | Joan Lascorz     | Kawasaki Racing          | Kawasaki ZX-10R      | 23   | +11.387   | 10º     | 8     |
| 9º   | 11  | Troy Corser      | BMW Motorrad Motorsport  | BMW S1000 RR         | 23   | +17.143   | 12º     | 7     |
| 10º  | 66  | Tom Sykes        | Kawasaki Racing          | Kawasaki ZX-10R      | 23   | +24.523   | 6º      | 6     |
| 11º  | 112 | Javier Forés     | BMW Motorrad Italia      | BMW S1000 RR         | 23   | +34.532   | 17º     | 5     |
| 12º  | 84  | Michel Fabrizio  | Suzuki Alstare           | Suzuki GSX-R1000     | 23   | +1:19.742 | 14º     | 4     |
| 13º  | 44  | Roberto Rolfo    | Team Pedercini           | Kawasaki ZX-10R      | 22   | +1 giro   | 18º     | 3     |

#### Ritirati
| Nº  | Pilota          | Squadra                  | Motocicletta    | Giri | Griglia |
| --- | --------------- | ------------------------ | --------------- | ---- | ------- |
| 121 | Maxime Berger   | Supersonic Racing        | Ducati 1098R    | 10   | 11º     |
| 4   | Jonathan Rea    | Castrol Honda            | Honda CBR1000RR | 4    | 1º      |
| 86  | Ayrton Badovini | BMW Motorrad Italia      | BMW S1000 RR    | 4    | 16º     |
| 96  | Jakub Smrž      | Effenbert-Liberty Racing | Ducati 1098R    | 2    | 13º     |
| 8   | Mark Aitchison  | Team Pedercini           | Kawasaki ZX-10R | 0    | 15º     |

#### Non qualificato
| Nº  | Pilota     | Squadra       | Motocicletta    |
| --- | ---------- | ------------- | --------------- |
| 111 | Rubén Xaus | Castrol Honda | Honda CBR1000RR |

### Gara 2[2]

#### Arrivati al traguardo
| Pos. | Nº  | Pilota           | Squadra                  | Motocicletta         | Giri | Tempo     | Griglia | Punti |
| ---- | --- | ---------------- | ------------------------ | -------------------- | ---- | --------- | ------- | ----- |
| 1º   | 7   | Carlos Checa     | Althea Racing            | Ducati 1098R         | 23   | 38:17.851 | 3º      | 25    |
| 2º   | 33  | Marco Melandri   | Yamaha World Superbike   | Yamaha YZF R1        | 23   | +1.267    | 8º      | 20    |
| 3º   | 58  | Eugene Laverty   | Yamaha World Superbike   | Yamaha YZF R1        | 23   | +2.043    | 2º      | 16    |
| 4º   | 91  | Leon Haslam      | BMW Motorrad Motorsport  | BMW S1000 RR         | 23   | +6.506    | 7º      | 13    |
| 5º   | 50  | Sylvain Guintoli | Effenbert-Liberty Racing | Ducati 1098R         | 23   | +7.843    | 5º      | 11    |
| 6º   | 2   | Leon Camier      | Aprilia Alitalia Racing  | Aprilia RSV4 Factory | 23   | +8.360    | 4º      | 10    |
| 7º   | 17  | Joan Lascorz     | Kawasaki Racing          | Kawasaki ZX-10R      | 23   | +15.285   | 10º     | 9     |
| 8º   | 86  | Ayrton Badovini  | BMW Motorrad Italia      | BMW S1000 RR         | 23   | +15.549   | 15º     | 8     |
| 9º   | 11  | Troy Corser      | BMW Motorrad Motorsport  | BMW S1000 RR         | 23   | +16.278   | 12º     | 7     |
| 10º  | 41  | Noriyuki Haga    | PATA Racing Team Aprilia | Aprilia RSV4 Factory | 23   | +22.996   | 9º      | 6     |
| 11º  | 112 | Javier Forés     | BMW Motorrad Italia      | BMW S1000 RR         | 23   | +43.132   | 16º     | 5     |
| 12º  | 121 | Maxime Berger    | Supersonic Racing        | Ducati 1098R         | 23   | +47.846   | 11º     | 4     |

#### Ritirati
| Nº | Pilota          | Squadra         | Motocicletta     | Giri | Griglia |
| -- | --------------- | --------------- | ---------------- | ---- | ------- |
| 44 | Roberto Rolfo   | Team Pedercini  | Kawasaki ZX-10R  | 19   | 17º     |
| 4  | Jonathan Rea    | Castrol Honda   | Honda CBR1000RR  | 13   | 1º      |
| 8  | Mark Aitchison  | Team Pedercini  | Kawasaki ZX-10R  | 4    | 14º     |
| 84 | Michel Fabrizio | Suzuki Alstare  | Suzuki GSX-R1000 | 2    | 13º     |
| 66 | Tom Sykes       | Kawasaki Racing | Kawasaki ZX-10R  | 0    | 6º      |

#### Non partito
| Nº | Pilota     | Squadra                  | Motocicletta |
| -- | ---------- | ------------------------ | ------------ |
| 96 | Jakub Smrž | Effenbert-Liberty Racing | Ducati 1098R |

#### Non qualificato
| Nº  | Pilota     | Squadra       | Motocicletta    |
| --- | ---------- | ------------- | --------------- |
| 111 | Rubén Xaus | Castrol Honda | Honda CBR1000RR |

## Supersport[3]

### Arrivati al traguardo
| Pos. | Nº  | Pilota            | Squadra                  | Motocicletta        | Giri | Tempo     | Griglia | Punti |
| ---- | --- | ----------------- | ------------------------ | ------------------- | ---- | --------- | ------- | ----- |
| 1º   | 9   | Luca Scassa       | Yamaha ParkinGO          | Yamaha YZF R6       | 22   | 37:48.052 | 2º      | 25    |
| 2º   | 11  | Sam Lowes         | Parkalgar Honda          | Honda CBR600RR      | 22   | +1.582    | 4º      | 20    |
| 3º   | 23  | Broc Parkes       | Kawasaki Motocard.com    | Kawasaki ZX-6R      | 22   | +1.749    | 1º      | 16    |
| 4º   | 44  | David Salom       | Kawasaki Motocard.com    | Kawasaki ZX-6R      | 22   | +1.826    | 6º      | 13    |
| 5º   | 77  | James Ellison     | Bogdanka PTR Honda       | Honda CBR600RR      | 22   | +2.384    | 5º      | 11    |
| 6º   | 7   | Chaz Davies       | Yamaha ParkinGO          | Yamaha YZF R6       | 22   | +5.212    | 8º      | 10    |
| 7º   | 22  | Roberto Tamburini | Bike Service R.T.        | Yamaha YZF R6       | 22   | +9.755    | 9º      | 9     |
| 8º   | 99  | Fabien Foret      | Hannspree Ten Kate Honda | Honda CBR600RR      | 22   | +11.268   | 7º      | 8     |
| 9º   | 21  | Florian Marino    | Hannspree Ten Kate Honda | Honda CBR600RR      | 22   | +18.290   | 11º     | 7     |
| 10º  | 34  | Ronan Quarmby     | Suriano Racing           | Triumph Daytona 675 | 22   | +26.735   | 10º     | 6     |
| 11º  | 38  | Balázs Németh     | Hungary Toth             | Honda CBR600RR      | 22   | +38.714   | 16º     | 5     |
| 12º  | 31  | Vittorio Iannuzzo | Lorenzini by Leoni       | Kawasaki ZX-6R      | 22   | +39.412   | 14º     | 4     |
| 13º  | 117 | Miguel Praia      | Parkalgar Honda          | Honda CBR600RR      | 22   | +39.711   | 15º     | 3     |
| 14º  | 5   | Alexander Lundh   | Cresto Guide Racing      | Honda CBR600RR      | 22   | +39.927   | 12º     | 2     |
| 15º  | 15  | Louis Bulle       | Dark Dog Academy         | Yamaha YZF R6       | 22   | +42.537   | 18º     | 1     |
| 16º  | 69  | Ondřej Ježek      | SMS Racing               | Honda CBR600RR      | 22   | +46.457   | 21º     |       |
| 17º  | 28  | Paweł Szkopek     | Bogdanka PTR Honda       | Honda CBR600RR      | 22   | +47.029   | 19º     |       |
| 18º  | 17  | Patrik Vostárek   | Prorace                  | Honda CBR600RR      | 22   | +48.143   | 26º     |       |
| 19º  | 125 | Danilo Marrancone | Bike Service R.T.        | Yamaha YZF R6       | 22   | +51.348   | 23º     |       |
| 20º  | 10  | Imre Tóth         | Hungary Toth             | Honda CBR600RR      | 22   | +1:06.402 | 20º     |       |
| 21º  | 25  | Marko Jerman      | MD Team Jerman           | Triumph Daytona 675 | 22   | +1:11.567 | 27º     |       |
| 22º  | 4   | Gino Rea          | Step Racing              | Honda CBR600RR      | 22   | +1:36.545 | 13º     |       |
| 23º  | 45  | Cătălin Cazacu    | PTR Romania Honda        | Honda CBR600RR      | 21   | +1 giro   | 29º     |       |
| 24º  | 30  | Thomas Caiani     | KUJA Racing              | Honda CBR600RR      | 21   | +1 giro   | 30º     |       |
| 25º  | 24  | Eduard Blokhin    | RivaMoto                 | Yamaha YZF R6       | 21   | +1 giro   | 31º     |       |
| 26º  | 73  | Oleg Pozdneev     | RivaMoto                 | Yamaha YZF R6       | 21   | +1 giro   | 32º     |       |

### Ritirati
| Nº | Pilota          | Squadra            | Motocicletta        | Giri | Griglia |
| -- | --------------- | ------------------ | ------------------- | ---- | ------- |
| 70 | Pauli Pekkanen  | 777 RR Motorsport  | Triumph Daytona 675 | 20   | 25º     |
| 91 | Danilo Dell'Omo | Suriano Racing     | Triumph Daytona 675 | 17   | 17º     |
| 8  | Bastien Chesaux | MACH Racing        | Honda CBR600RR      | 13   | 24º     |
| 55 | Massimo Roccoli | Lorenzini by Leoni | Kawasaki ZX-6R      | 3    | 3º      |

### Non partiti
| Nº  | Pilota         | Squadra             | Motocicletta   | Griglia |
| --- | -------------- | ------------------- | -------------- | ------- |
| 127 | Robbin Harms   | Harms Benjan Racing | Honda CBR600RR | 22º     |
| 40  | Martin Jessopp | Step Racing         | Honda CBR600RR | 28º     |

### Non qualificato
| Nº | Pilota           | Squadra     | Motocicletta   |
| -- | ---------------- | ----------- | -------------- |
| 19 | Mitchell Pirotta | KUJA Racing | Honda CBR600RR |

## Superstock
La pole position è stata fatta segnare da Danilo Petrucci in 1:41.335; Lorenzo Zanetti ha invece effettuato il giro più veloce in gara, in 1:41.447.

### Arrivati al traguardo
| Pos. | Nº | Pilota              | Squadra                  | Motocicletta    | Giri | Tempo     | Griglia | Punti |
| ---- | -- | ------------------- | ------------------------ | --------------- | ---- | --------- | ------- | ----- |
| 1º   | 9  | Danilo Petrucci     | Barni Racing             | Ducati 1098R    | 14   | 23:48.111 | 1º      | 25    |
| 2º   | 87 | Lorenzo Zanetti     | BMW Motorrad Italia      | BMW S1000 RR    | 14   | +2.734    | 4º      | 20    |
| 3º   | 20 | Sylvain Barrier     | BMW Motorrad Italia      | BMW S1000 RR    | 14   | +2.801    | 5º      | 16    |
| 4º   | 59 | Niccolò Canepa      | Lazio MotorSport         | Ducati 1098R    | 14   | +2.997    | 3º      | 13    |
| 5º   | 34 | Davide Giugliano    | Althea Racing            | Ducati 1098R    | 14   | +11.455   | 2º      | 11    |
| 6º   | 15 | Fabio Massei        | Team Piellemoto          | BMW S1000 RR    | 14   | +11.817   | 11º     | 10    |
| 7º   | 8  | Andrea Antonelli    | Team Lorini              | Honda CBR1000RR | 14   | +11.956   | 9º      | 9     |
| 8º   | 32 | Sheridan Morais     | Lorenzini by Leoni       | Kawasaki ZX-10R | 14   | +14.026   | 10º     | 8     |
| 9º   | 5  | Marco Bussolotti    | Pedercini Team           | Kawasaki ZX-10R | 14   | +17.193   | 12º     | 7     |
| 10º  | 6  | Lorenzo Savadori    | Lorenzini by Leoni       | Kawasaki ZX-10R | 14   | +17.351   | 7º      | 6     |
| 11º  | 67 | Bryan Staring       | Team Pedercini           | Kawasaki ZX-10R | 14   | +17.388   | 13º     | 5     |
| 12º  | 33 | Michaël Savary      | Salac Racing             | BMW S1000 RR    | 14   | +21.854   | 22º     | 4     |
| 13º  | 17 | Brett McCormick     | Garnier Alpha Racing     | BMW S1000 RR    | 14   | +22.252   | 19º     | 3     |
| 14º  | 21 | Markus Reiterberger | Garnier Alpha Racing     | BMW S1000 RR    | 14   | +22.666   | 16º     | 2     |
| 15º  | 36 | Leandro Mercado     | Team Pedercini           | Kawasaki ZX-10R | 14   | +22.893   | 14º     | 1     |
| 16º  | 55 | Tomáš Svitok        | SK Energy Team           | Ducati 1098R    | 14   | +24.417   | 20º     |       |
| 17º  | 11 | Jérémy Guarnoni     | MRS Yamaha Racing France | Yamaha YZF R1   | 14   | +28.034   | 17º     |       |
| 18º  | 7  | Dani Rivas          | Goeleven                 | Kawasaki ZX-10R | 14   | +32.015   | 18º     |       |
| 19º  | 74 | Kieran Clarke       | Bogdanka PTR Honda       | Honda CBR1000RR | 14   | +33.711   | 25º     |       |
| 20º  | 31 | Christoffer Bergman | BWG Racing Kawasaki      | Kawasaki ZX-10R | 14   | +35.498   | 21º     |       |
| 21º  | 39 | Randy Pagaud        | Garnier Racing           | BMW S1000 RR    | 14   | +42.516   | 24º     |       |
| 22º  | 70 | Romain Maitre       | Moto 39 Competition      | Kawasaki ZX-10R | 14   | +45.044   | 26º     |       |
| 23º  | 40 | Alen Győrfi         | Adrenalin H-Moto         | Honda CBR1000RR | 14   | +45.180   | 29º     |       |
| 24º  | 71 | Roy ten Napel       | Domburg Racing           | Honda CBR1000RR | 14   | +1:19.378 | 28º     |       |
| 25º  | 86 | Beau Beaton         | Garnier Racing           | BMW S1000 RR    | 12   | +2 giri   | 23º     |       |

### Ritirati
| Nº | Pilota            | Squadra          | Motocicletta    | Giri | Griglia |
| -- | ----------------- | ---------------- | --------------- | ---- | ------- |
| 65 | Loris Baz         | Ten Kate Junior  | Honda CBR1000RR | 7    | 8º      |
| 93 | Matthieu Lussiana | Team ASPI        | BMW S1000 RR    | 4    | 15º     |
| 30 | Bogdan Vrajitoru  | C.S.M. Bucharest | Yamaha YZF R1   | 3    | 30º     |
| 14 | Lorenzo Baroni    | Althea Racing    | Ducati 1098R    | 1    | 6º      |

### Non partito
| Nº  | Pilota        | Squadra  | Motocicletta    | Griglia |
| --- | ------------- | -------- | --------------- | ------- |
| 107 | Niccolò Rosso | Goeleven | Kawasaki ZX-10R | 27º     |